# Ausbruch im Bárðarbunga-Vulkansystem 2014

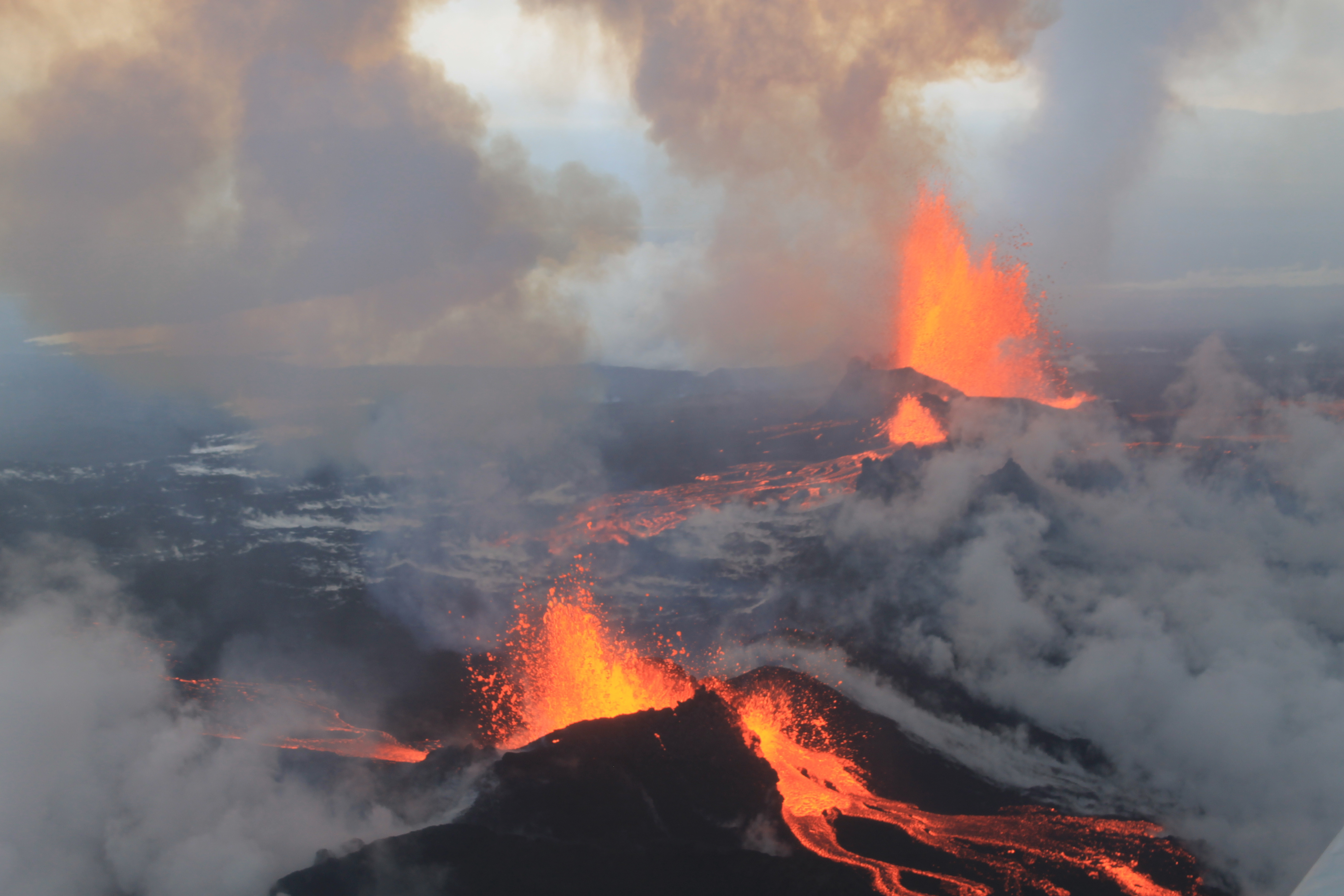
Ausbruch am 4. September 2014

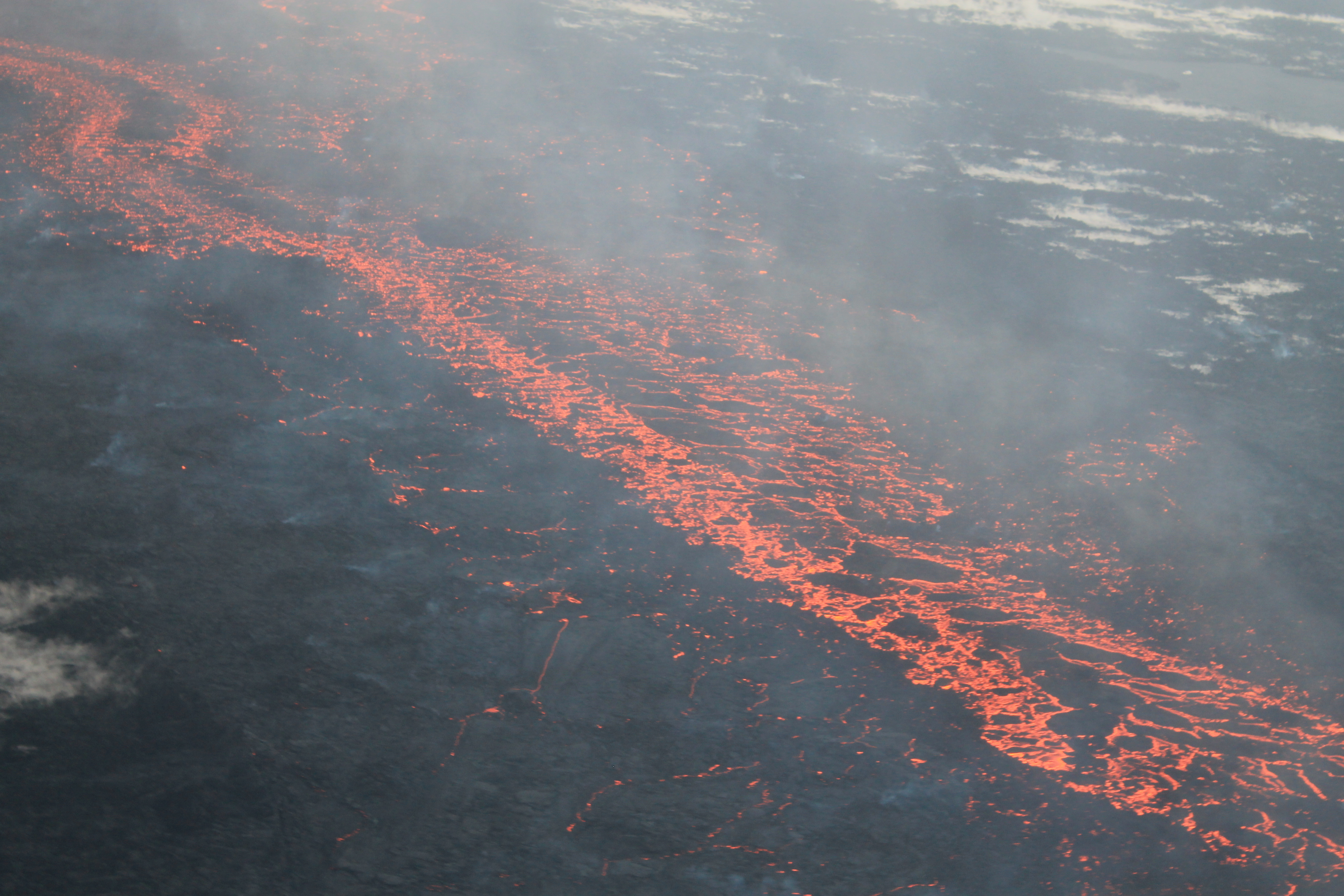
Lava in Holuhraun, 4. September 2014

Der Ausbruch im isländischen Bárðarbunga-Vulkansystem [ˈb̥aurðarˌb̥uŋg̥a]  2014 begann in der Nacht vom 28. auf den 29. August 2014 und kam Ende Februar 2015 zum Erliegen. Er war aufgrund massiver Schwarmbeben seit dem 16. August 2014 befürchtet worden. Am 28. Februar 2015 gab das Isländische Meteorologische Institut bekannt, dass die vulkanische Eruption beendet sei, jedoch setzten sich die Ausgasungen fort.

## Verlauf

### August 2014
Seit dem 16. August 2014 gab es am und in der Umgebung der Bárðarbunga massive Schwarmbeben. Innerhalb der ersten drei Tage wurden 2800 Einzelbeben – die meisten in der Stärke 1–2, das stärkste am 18. August um 02:37 UTC (identisch mit der lokalen Zeitzone) mit Magnitude 4,5 – registriert. Die Beben begannen unter der Caldera und bewegten sich in den folgenden Tagen in zwei Clustern nord- und ostwärts.
Am 18. August wurde die Warnstufe für den Vulkan von „gelb“ auf „orange“ – erhöhte Eruptionswahrscheinlichkeit – gesetzt. Die Erdbeben waren ein starker Indikator für Magmabewegungen unter der Oberfläche. Ihre Hypozentren lagen in einer Tiefe von 5–10 Kilometern. Aus Sicherheitsgründen wurden die von einem möglichen Gletscherlauf betroffenen Gebiete und Wege auf der Nordseite des Vatnajökull bis zum Mývatn (die Straße F910) sowie die Öskjuleið  südlich von Grímsstaðir gesperrt. Am Abend des 19. August wurde der zivile Notstand ausgerufen und mit der Evakuierung dieser Gebiete begonnen.
Durch Auswertungen der Daten von GPS-Messstationen um den Vulkan wurde zwischen dem 16. und dem 22. August eine horizontale Verschiebung des Erdbodens von 14 cm festgestellt. Die durchschnittliche Kontinentaldrift in Island betrug bisher etwa zwei Zentimeter pro Jahr. Die Bebenfrequenz nahm weiter zu und lag am 22. August 2014 bei über 1000 Einzelbeben pro Tag; das stärkste erfolgte am 21. August um 23:50 UTC mit Magnitude 4,7.
Am 23. August gegen 14 Uhr UTC wurde auf Grund der Analyse der seismischen Daten eine kleine subglaziale Eruption unter dem Dyngjujökull nordöstlich der Bárðarbunga vermutet. Die Eisdecke dort wurde auf eine Dicke zwischen 150 und 400 Meter geschätzt. Die Warnstufe für die Bárðarbunga wurde auf „rot“ angehoben und der Luftraum über dem Vulkan gesperrt. Das evakuierte Sperrgebiet am Boden wurde nochmals ausgeweitet und umfasste nun auch den Dettifoss und den Jökulsárgljúfur-Nationalpark. Bewohner von Kelduhverfi, Öxarfjördur und Núpasveit wurden aufgefordert, Nachrichten zu verfolgen und Mobiltelefone ständig empfangsbereit zu halten. Am Nachmittag des 24. August wurde die Warnstufe wieder auf „orange“ gesetzt und die Luftraumsperre aufgehoben, die Sperrungen am Boden blieben aber bestehen.
Die Bebenfrequenz hatte sich seit 22. August etwas reduziert, doch die Hypozentren waren nach oben gewandert und lagen mittlerweile größtenteils in einer Tiefe von 3 bis 5 Kilometern. Auch die Stärke hatte zugenommen: Am 24. August wurde um 0:09 UTC ein Beben mit Magnitude 5,3 und um 5:33 UTC eines mit Magnitude 5,1 registriert.
Mittlerweile wurde auch die Warnstufe für den Vulkan Askja, der nordöstlich der Bárðarbunga liegt, auf „gelb“ angehoben.
In der Nacht vom 28. zum 29. August trat Lava im Lavafeld Holuhraun nördlich des Dyngjujökull entlang einer etwa 300 Meter langen Spalte aus. Die Alarmstufe in der Region wurde daraufhin auf „rot“ erhöht. Der internationale Flugverkehr war nicht betroffen.
Am Morgen des 31. August öffnete sich an derselben Stelle nördlich der Bárðarbunga auf einer Länge von 2 Kilometern erneut eine Spalte, aus der Lava und Dampf austrat. Nachdem die Warnstufe zwischenzeitlich wieder auf „orange“ heruntergestuft wurde, wurde sie nun abermals auf „rot“ erhöht, womit der Luftraum über dem Vulkan gesperrt war. Es bildete sich im Laufe der Eruption ein Lavastrom.

### Seit September 2014

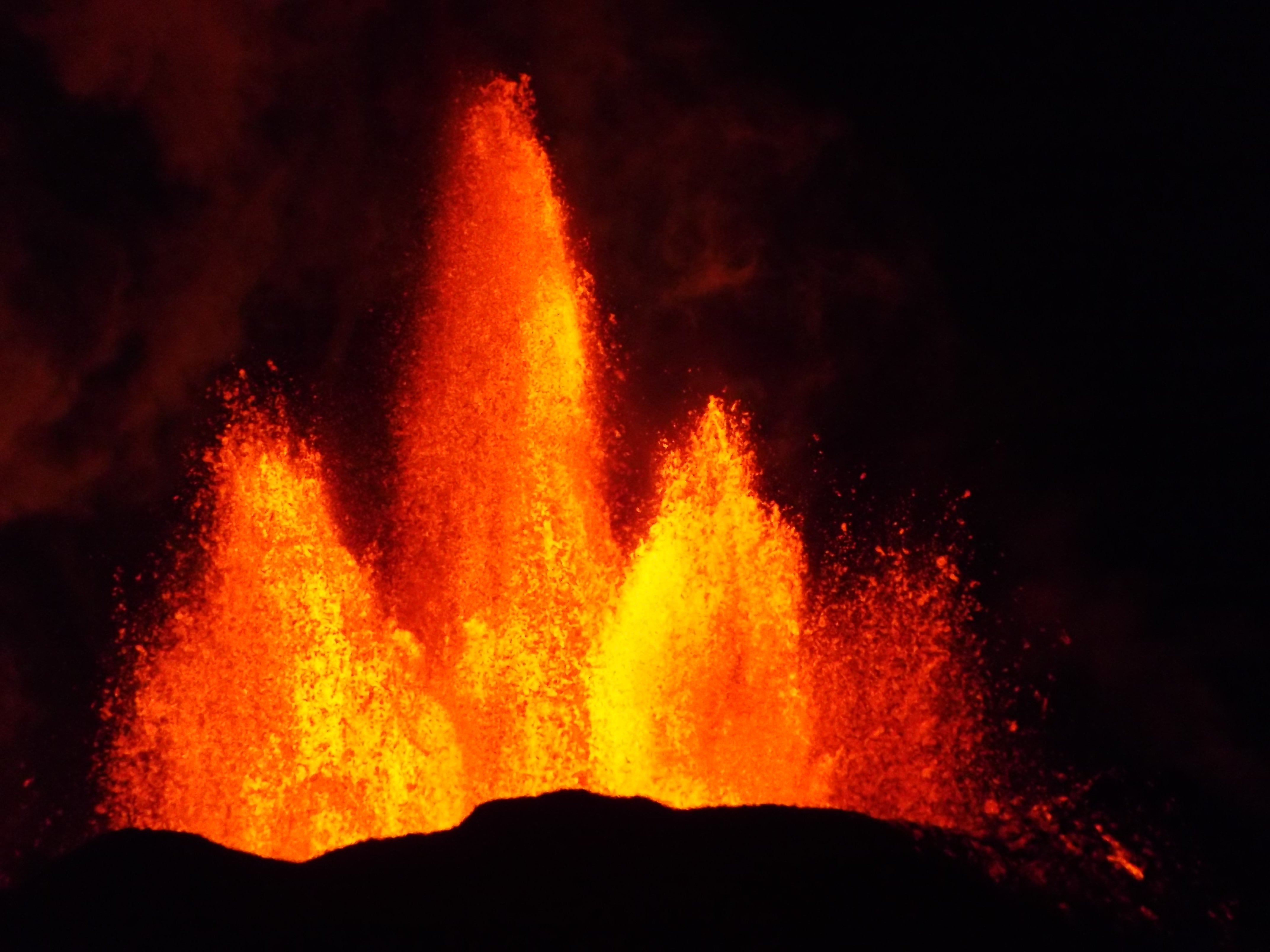
Lavafontänen am Abend des 13. September 2014.

Die konvektive Pyrocumulus-Wolke, die sich über dem ausbrechenden Vulkan bildete, produzierte am Vormittag des 3. Septembers einen schwachen Multivortex-Tornado, auch in der Folgezeit kam es immer wieder zur Bildung kleiner Tornados.
Zwar ließ die seismische Aktivität etwas nach, aber es wurde befürchtet, dass die Eruption sich unter den Gletscher verlagern könnte. Es bildete sich ein Grabenbruch, der teilweise unter dem Gletscher lag. Es strömte mehr Magma in den Dyke, als eruptiert wurde, wodurch der Druck anstieg.
Über der Caldera der Bárðarbunga sank der Gletscher ein, mit Stand 28. November 2014 bereits über 50 Meter, bei weiterhin anhaltender Absenkung. Die Bebencharakteristik änderte sich ebenfalls; so sank die Zahl der Beben, dafür stieg ihre Stärke an. Des Weiteren wurden große Mengen Schwefeldioxid (SO2) freigesetzt. Die ESA beobachtete einen Anstieg der SO2-Konzentration über dem Nordmeer vom 1. bis 4. September. Am 18. September maß das Isländische Meteorologische Institut eine Entgasungsrate des Vulkans von 200 bis 500 kg SO2 und 250–750 kg CO2 pro Sekunde. Am 20. September wurden insgesamt 64 Erdbeben im Vulkankomplex gemessen, die beiden stärksten erreichten eine Magnitude von 5,0 bzw. 5,1.
Am 23. September transportierte kräftiger Nordwestföhn von der Bárðarbunga ausgestoßenes Schwefeldioxid nach Mitteleuropa. In Österreich wurden stellenweise die höchsten Schwefeldioxid-Werte seit Beginn der Messungen verzeichnet. Die höchste Konzentration wurde mit 247 Mikrogramm Schwefeldioxid pro Kubikmeter Luft auf dem Masenberg in der östlichen Steiermark gemessen, der gesetzliche Grenzwert des Immissionsschutzgesetzes Luft beträgt 200 Mikrogramm Schwefeldioxid pro Kubikmeter Luft.
Am 22. September gab das Isländische Meteorologische Institut den Auswurf an Lava mit 250 bis 350 m³ pro Sekunde an, der gesamte Ausstoß seit Beginn der Eruption wurde auf 0,5 bis 0,6 km³ Lava geschätzt. Bis zum 30. September vergrößerte sich das neue Lavafeld auf 48,2 km², der Ausstoß an Schwefeldioxid wurde mit 35.000 Tonnen pro Tag angegeben. Ebenso blieb die Erdbebenaktivität auf hohem Niveau, seit Beginn der Aktivität am 16. August wurden rund 25.000 Erdbeben im Vulkankomplex registriert. Zum Vergleich: in normalen Jahren ohne vulkanische Aktivität werden ca. 10.000 bis 12.000 Erdbeben auf ganz Island registriert.
Mit Stand vom 17. November 2014 war über 1 km³ Lava ausgestoßen und das Lavafeld hatte eine Größe von 72 km² erreicht. Bis 10. Januar 2015 vergrößerte sich die Fläche auf 84 km². Die Mächtigkeit der erkalteten Lava betrug im Dezember im östlichen Sektor des Feldes rund 10 Meter, im Zentrum 12 Meter und im westlichen Sektor, rund um den Lavasee über der Erdspalte rund 14 Meter. Das Basaltfeld wurde von Kanälen durchzogen, durch die frische Lava an die Ränder floss. Die Austrittstemperatur der Lava betrug rund 800 °C und verlor auf ihrem Weg durch die Kanäle lediglich 1 °C. Die Analysen der Lava ergaben außerdem, dass das Magma, das die Eruption speiste, aus einer Tiefe von 9 bis 20 Kilometern aufstieg. In der Periode vom 16. August bis 9. Dezember wurden rund 34.000 Erdbeben in der Region rund um den Vulkankomplex aufgezeichnet. Bei rund 17.500 konnte die Magnitude und Ort der Beben bestimmt werden, davon waren rund 7.000 Beben in der Caldera der Bárðarbunga erfolgt. Zudem ergaben GPS-Messungen, dass vom Dyke auf einer Linie von rund 25 km in Richtung Urðdarhals und Kverkfjöll die Erde um 1,3 Meter auseinanderdriftete.
Die Eruption, die sich bis Ende Februar 2015 weiter fortsetzte, war in ihrer Intensität die größte in Island seit dem Laki-Ausbruch von 1783 bis 1784. Am 28. Februar 2015 gab der wissenschaftliche Beirat der isländischen Zivil- und Katastrophenschutzbehörde bekannt, dass die Eruption in Holuhraun zum Abschluss gekommen ist. Ausgasungen traten weiterhin auf. Die Warnstufe für den Luftraum wurde von „orange“ auf „gelb“ herabgestuft. Gerade dieser Umstand beunruhigte allerdings die Vulkanologen. Es wurde befürchtet, dass sich die Eruptionsöffnungen schließen würden, so dass es zu einem Druckanstieg im Vulkan und infolgedessen zu einer gewaltigen Eruption käme, die mit einer Aschewolke auch für Flugbehinderungen sorgen könnte.